# Stevens County (Minnesota)
 For alternative betydninger, se Stevens County. (Se også artikler, som begynder med Stevens County)
Stevens County er et county i den amerikanske delstat Minnesota. Stevens County ligger i de vestlige del af delstaten og grænser mod Grant County i nord, Douglas County i nordøst, Pope County i øst, Swift County i syd, Big Stone County i sydvest og mod Traverse County i nordvest.
Stevens Countys totale areal er 1.490 km² hvoraf 34 km² er vand. I 2000 havde Stevens County 10.053 indbyggere. Det administrative centrum ligger i byen Morris.
Stevens County har fået sit navn efter guvernør Isaac Stevens, som deltog og døde i den amerikanske borgerkrig.
45°35′N 96°00′V / 45.58°N 96°V